# Pont Clemenceau (Vernon)
Pour les articles homonymes, voir Pont Clemenceau.
Le pont Clemenceau est situé à Vernon (département de l'Eure - région Normandie) où il permet de franchir la Seine. Sa longueur est de 250 mètres.

## Historique
Vernon a vu se succéder plusieurs générations de ponts (habités puis routiers)  sur la Seine afin de relier la ville à la rive droite du fleuve  en direction générale de Beauvais.

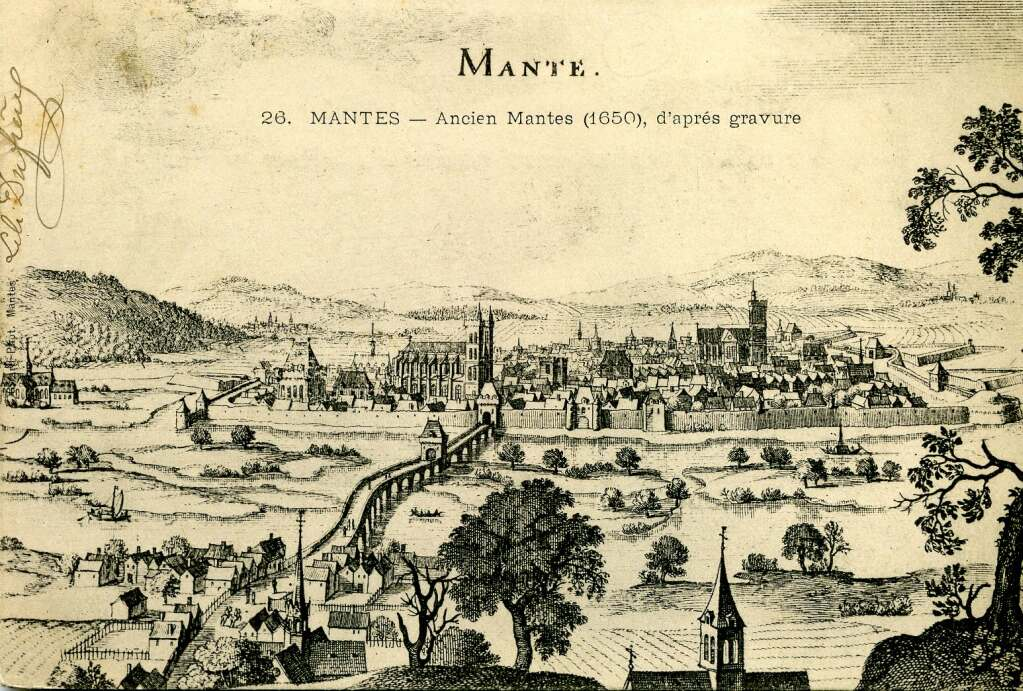
Pont à Mantes en 1650, en amont de Vernon.
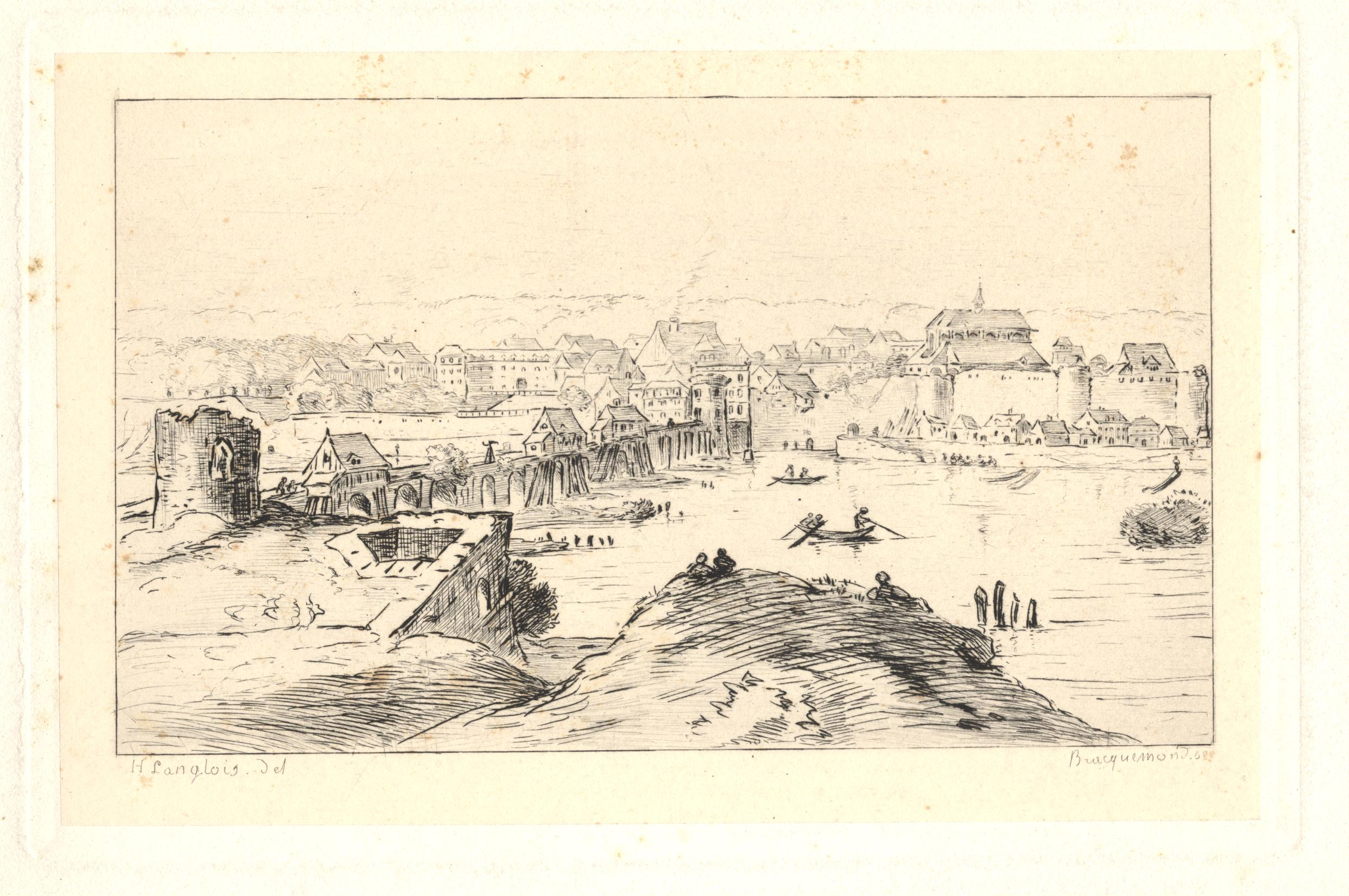
Système défensif de Pont-de-l'Arche, en aval de Vernon.

Il sera longtemps le seul entre Mantes et Pont-de-l'Arche, mais est toujours le premier à marquer l'entrée en Normandie ou la limite du royaume français du temps de Philippe-Auguste, ce qui motivera longtemps son aspect défensif dont le château des Tourelles est un vestige.
On rappelle à cette fin le pont Napoléon, un pont en pierre à sept arches, de 253 mètres de longueur, qui a été construit à partir de 1859 par l'architecte municipal Joseph Louis Delbrouck, alors que le pont médiéval à 25 arches, et prenant appui sur l'île du Talus, subsistait par morceaux.
À défaut de pont utilisable (selon les dégâts dus aux défauts d'entretien ou ceux des crues), le recours à un bac fut longtemps un supplétif.
Ce pont Napoléon fut inauguré le 19 mai 1861, avant d'être volontairement détruit à l'occasion de la guerre franco-allemande de 1870.
Un autre pont, toujours en maçonnerie, rebaptisé, par décision municipale de 1930, Pont Clemenceau, est réédifié dès 1872, qui sera à nouveau détruit une fois le 9 juin 1940 à 14 h 15 puis à nouveau en août 1944.
Au sortir de la Seconde Guerre mondiale, un pont treillis Warren de type Callender-Hamilton  sera installé dès 1945, succédant au pont Bailey visible ci-dessous :

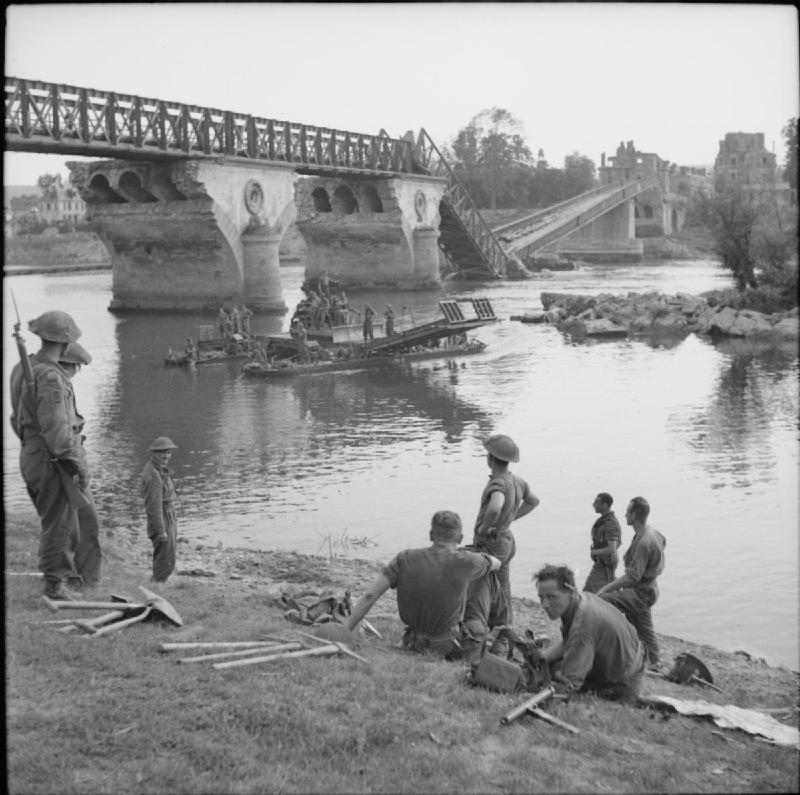
À gauche, l'état du pont Clemenceau…
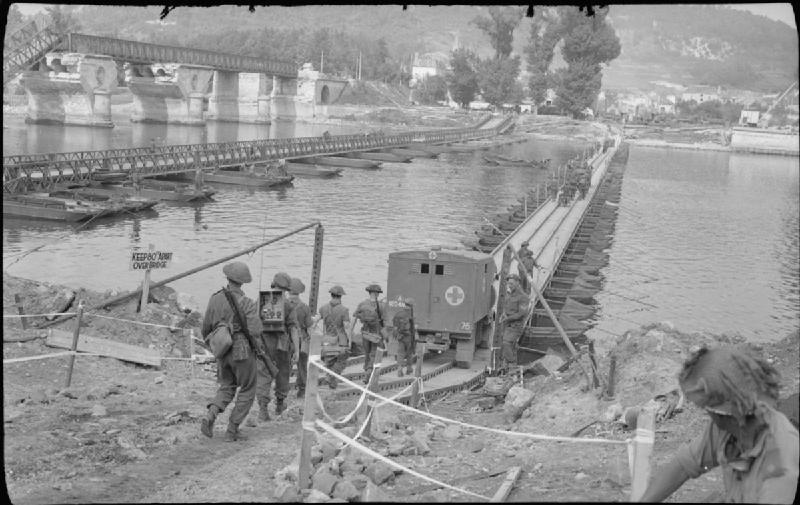
…auquel suppléent les libérateurs anglais en 1944.

Un pont provisoire à voie unique avec circulation alternée est donc inauguré au printemps 1945 par René Mayer en sa qualité de ministre des Transports et des Travaux publics du général de Gaulle (et accessoirement maire de Giverny).
Les artistes (Theodore Robinson, … ont été pourtant nombreux à s'inspirer de l'ouvrage en pierre, notamment ceux qui faisaient le trajet courant entre Vernon et Giverny.

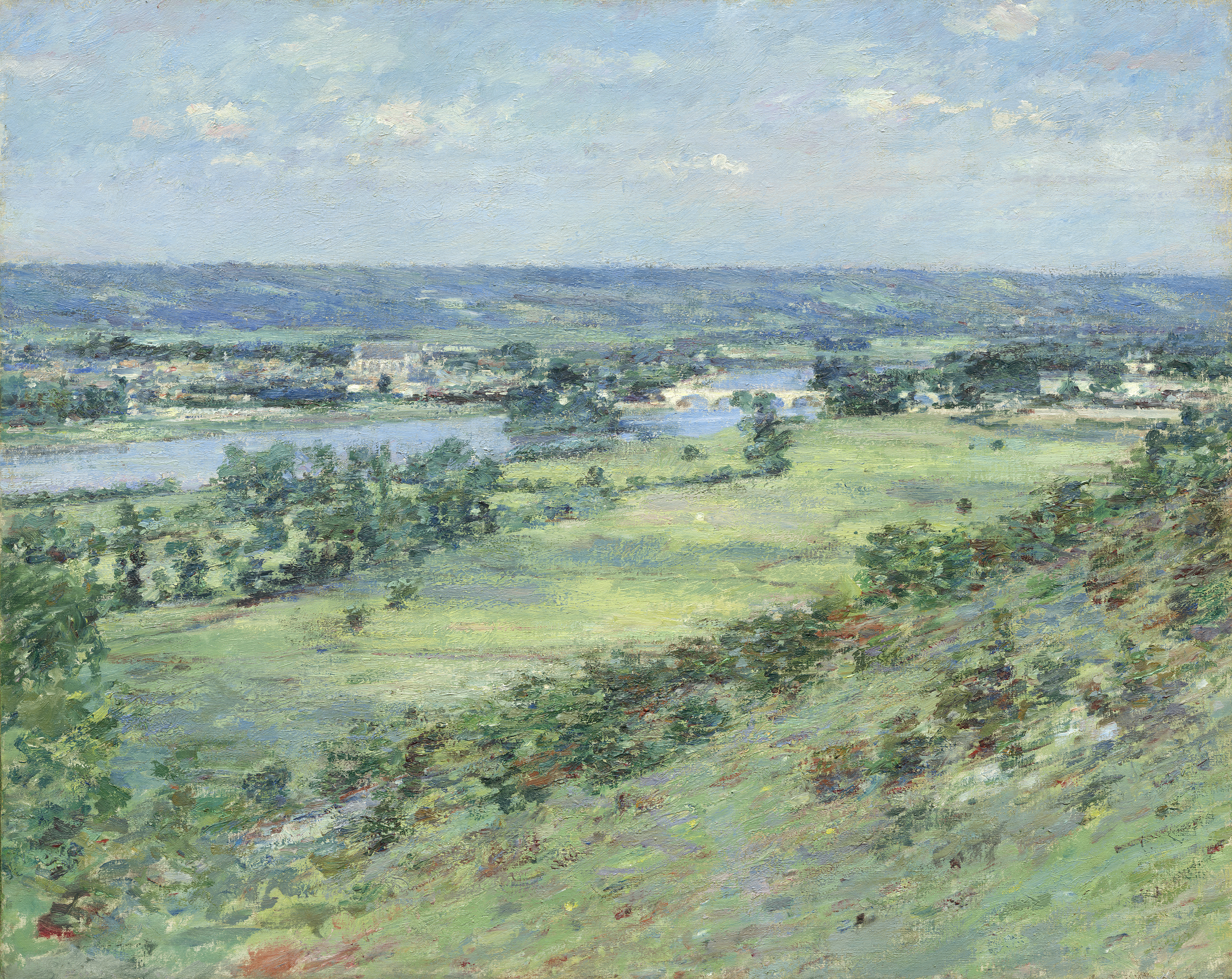
Œuvre de Robinson, 1892.
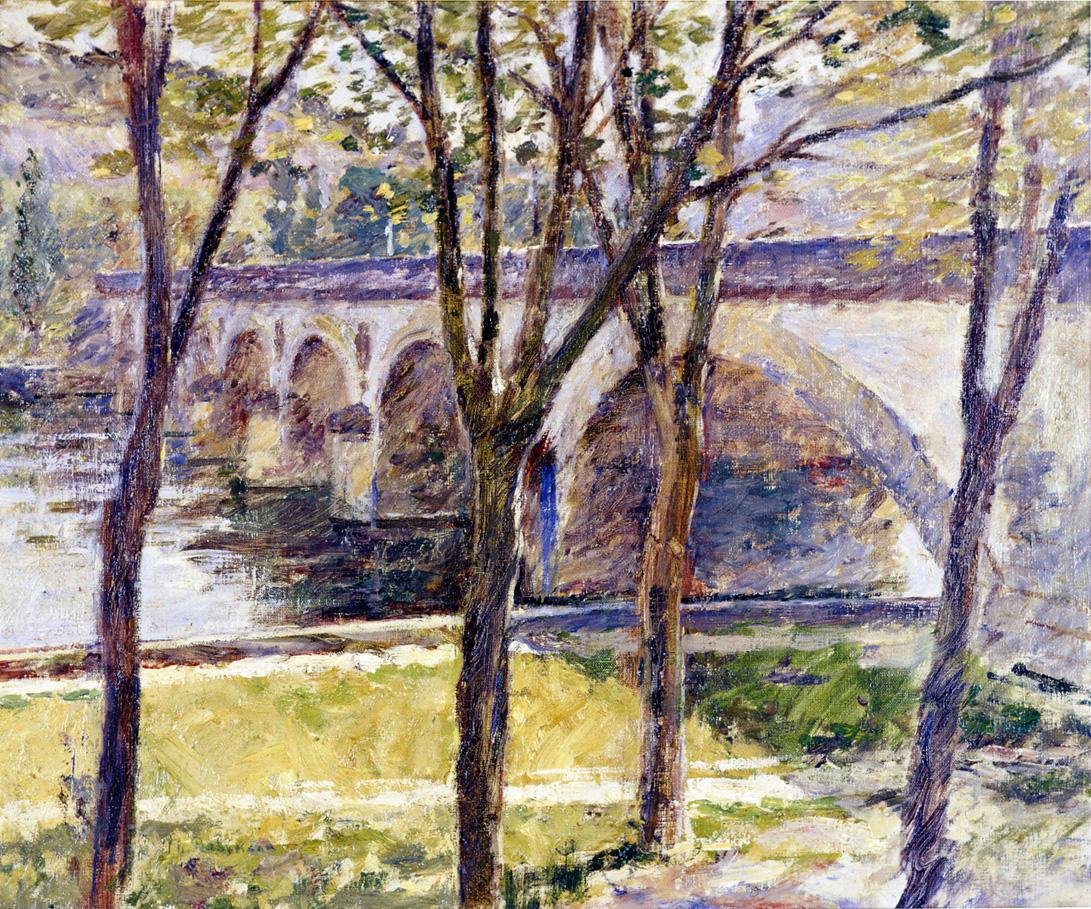
Le pont de Pierre par le même artiste.

Michel Monet, fils du peintre Claude Monet, y a trouvé la mort en 1966 dans un accident de voiture.

## Description
Au sortir de la guerre, c'est le maire Georges Azemia qui a présidé aux destinées des parages.
Achevé en 1950, c'est le choix radical d'un pont-poutre qui vient définitivement rompre avec la longue filiation des fragiles ponts en pierre . Il a été réalisé par l'entreprise Schneider.